# わらく堂
株式会社わらく堂（わらくどう）は、北海道札幌市に所在する菓子製造販売会社。
札幌市白石区に本社・工場を置き、スイートオーケストラ（工場直売店）を展開。

## 概要
設立当初は和菓子をメインとした経営主体であったが、現在は洋菓子も展開。地元の食材にこだわった「北海道スイートポテト」で様々なメディアの注目を集めた。
その後、3層構造のチーズケーキ「フロマージュオーケストラ」など「スイートオーケストラ」シリーズで加工食品コンクール優秀賞を受賞。
また、近年では、和の食材「餅」を取り入れたチーズケーキ「おもっちーず」を開発し、加工食品コンクール北海道知事賞、優良ふるさと食品コンクール農林水産大臣賞を受賞した。

## 沿革
- 1966年 - 和楽堂として設立
- 1974年 - 株式会社わらく堂に改組
- 2004年 - スイートオーケストラ事業部を設立

## 店舗
- 工場直売店（スイートオーケストラ）